# 2277 Моро
2277 Моро (2277 Moreau) — астероїд головного поясу, відкритий 18 лютого 1950 року.
Тіссеранів параметр щодо Юпітера — 3,374.